# Albumy numer jeden w roku 1972 (USA)
Lista najlepiej sprzedających się albumów w Stanach Zjednoczonych w 1972 tworzona przez magazyn Billboard na podstawie Billboard 200.

## Historia notowania
| Data publikacji | Album              | Artysta                           |
| --------------- | ------------------ | --------------------------------- |
| 1 stycznia      | Music              | Carole King                       |
| 8 stycznia      | Music              | Carole King                       |
| 15 stycznia     | Music              | Carole King                       |
| 22 stycznia     | American Pie       | Don McLean                        |
| 29 stycznia     | American Pie       | Don McLean                        |
| 5 lutego        | American Pie       | Don McLean                        |
| 12 lutego       | American Pie       | Don McLean                        |
| 19 lutego       | American Pie       | Don McLean                        |
| 26 lutego       | American Pie       | Don McLean                        |
| 4 marca         | American Pie       | Don McLean                        |
| 11 marca        | Harvest            | Neil Young                        |
| 18 marca        | Harvest            | Neil Young                        |
| 25 marca        | America            | America                           |
| 1 kwietnia      | America            | America                           |
| 8 kwietnia      | America            | America                           |
| 15 kwietnia     | America            | America                           |
| 22 kwietnia     | America            | America                           |
| 29 kwietnia     | First Take         | Roberta Flack                     |
| 6 maja          | First Take         | Roberta Flack                     |
| 13 maja         | First Take         | Roberta Flack                     |
| 20 maja         | First Take         | Roberta Flack                     |
| 27 maja         | First Take         | Roberta Flack                     |
| 3 czerwca       | Thick as a Brick   | Jethro Tull                       |
| 10 czerwca      | Thick as a Brick   | Jethro Tull                       |
| 17 czerwca      | Exile on Main St.  | The Rolling Stones                |
| 24 czerwca      | Exile on Main St.  | The Rolling Stones                |
| 1 lipca         | Exile on Main St.  | The Rolling Stones                |
| 8 lipca         | Exile on Main St.  | The Rolling Stones                |
| 15 lipca        | Honky Château      | Elton John                        |
| 22 lipca        | Honky Château      | Elton John                        |
| 29 lipca        | Honky Château      | Elton John                        |
| 5 sierpnia      | Honky Château      | Elton John                        |
| 12 sierpnia     | Honky Château      | Elton John                        |
| 19 sierpnia     | Chicago V          | Chicago                           |
| 26 sierpnia     | Chicago V          | Chicago                           |
| 2 września      | Chicago V          | Chicago                           |
| 9 września      | Chicago V          | Chicago                           |
| 16 września     | Chicago V          | Chicago                           |
| 23 września     | Chicago V          | Chicago                           |
| 30 września     | Chicago V          | Chicago                           |
| 7 października  | Chicago V          | Chicago                           |
| 14 października | Chicago V          | Chicago                           |
| 21 października | Super Fly          | Curtis Mayfield/Ścieżka dźwiękowa |
| 28 października | Super Fly          | Curtis Mayfield/Ścieżka dźwiękowa |
| 4 listopada     | Super Fly          | Curtis Mayfield/Ścieżka dźwiękowa |
| 11 listopada    | Super Fly          | Curtis Mayfield/Ścieżka dźwiękowa |
| 18 listopada    | Catch Bull at Four | Cat Stevens                       |
| 25 listopada    | Catch Bull at Four | Cat Stevens                       |
| 2 grudnia       | Catch Bull at Four | Cat Stevens                       |
| 9 grudnia       | Seventh Sojourn    | The Moody Blues                   |
| 16 grudnia      | Seventh Sojourn    | The Moody Blues                   |
| 23 grudnia      | Seventh Sojourn    | The Moody Blues                   |
| 30 grudnia      | Seventh Sojourn    | The Moody Blues                   |